# 신성중학교
신성중학교(新星中學校)는 대한민국 경기도 안양시 만안구 안양동에 있는 사립 중학교이다.

## 학교 연혁
- 1969년 11월 20일 : 학교법인 신성학원 설립인가
- 1969년 12월 27일 : 안양 동중학교 설립인가
- 1970년 3월 2일 : 안양동중학교 개교
- 1976년 3월 4일 : 안양동중학교 30학급 편성
- 1980년 3월 1일 : 신성중학교로 교명 변경
- 2008년 12월 24일 : 학교법인 원천학원으로 법인명 변경
- 2008년 12월 24일 : 초대 이사장 안대종 박사 취임
- 2010년 2월 11일 : 제38회 375명 졸업(연 19,978명)
- 2022년 2월 11일 : 제50회 279명 졸업
- 2022년 3월 2일 : 신입생 227명 입학
- 2022년 9월 1일 : 박근영 교장 취임

## 참고 자료
- 신성중학교 - 한국교육학술정보원 학교알리미